# Wielkie Leźno (gromada)
Wielkie Leźno – dawna gromada, czyli najmniejsza jednostka podziału terytorialnego Polskiej Rzeczypospolitej Ludowej w latach 1954–1972.
Gromady, z gromadzkimi radami narodowymi (GRN) jako organami władzy najniższego stopnia na wsi, funkcjonowały od reformy reorganizującej administrację wiejską przeprowadzonej jesienią 1954 do momentu ich zniesienia z dniem 1 stycznia 1973, tym samym wypierając organizację gminną w latach 1954–1972.
Gromadę Wielkie Leźno z siedzibą GRN w Wielkim Leźnie utworzono – jako jedną z 8759 gromad na obszarze Polski – w powiecie brodnickim w woj. bydgoskim, na mocy uchwały nr 24/2 WRN w Bydgoszczy z dnia 5 października 1954. W skład jednostki weszły obszary dotychczasowych gromad Wielkie Leźno i Zembrze ze zniesionej gminy Brzozie oraz obszar dotychczasowej gromady Małe Leźno ze zniesionej gminy Grążawy w tymże powiecie. Dla gromady ustalono 15 członków gromadzkiej rady narodowej.
Gromadę zniesiono 31 grudnia 1959, a jej obszar włączono do gromad Brzozie (wsie Wielkie Leźno i Zembrze wraz z kolonią Sośno Królewskie) i Radoszki (wieś Małe Leźno) w tymże powiecie.